# Mesembrius mesoleuca
Mesembrius mesoleuca är en tvåvingeart som först beskrevs av Walker 1858.  Mesembrius mesoleuca ingår i släktet Mesembrius och familjen blomflugor. Inga underarter finns listade i Catalogue of Life.